# 徐榮 (演員)
徐榮（1974年8月7日—），男，在香港出生，香港無綫電視經理人合約男藝員，參與1998年第13期無綫電視藝員訓練班後加入無綫電視，藝進同學會會員。

## 簡歷
徐榮在1987年畢業於位於上環居賢坊的新會商會學校，及後於新法書院（大坑分校）完成中五商科班課程。他於2006年5月播放的無綫電視劇《火舞黃沙》中飾演閻國基而初露頭角。另外他於同年8月播放的電視劇《刑事情報科》中與李泳豪一同飾演熱血的OCTB探員更備受注目，他倆每次出場的操步、滾地及踢門動作令觀眾留下深刻印象。但真正令其人氣急升的是《同事三分親》裏的裘俊。
2012年至2015年，於處境劇《愛·回家 (第一輯)》首次擔任男主角，後於《心戰》客串飾演變態殺手岑志聰以及《巨輪II》飾演黑幫頭目馬文泰，演出備受好評。
入行至今，最為人樂道可說是：
- 2007年無綫電視處境喜劇《同事三分親》中的裘俊
（於《萬千星輝頒獎典禮2007》提名最佳男配角、於《萬千星輝頒獎典禮2008》提名飛躍進步男藝員及最佳男配角）
- 2008年無綫電視處境喜劇《畢打自己人》中的包國仁（於《萬千星輝頒獎典禮2009》提名最佳男配角）

另外，他曾是無綫電視監製羅鎮岳的常用演員，現時為無綫電視監製梁耀堅及林志華的常用演員。

## 演出作品

### 電視劇（無綫電視）
| 首播           | 劇名               | 角色 |
| 1999年         | 真情               | 大陸洗劫MayMay的小偷跟班 |
| 1999年         | 刑事侦缉档案IV     | 業公司職員 |
| 1999年         | 非常保鑣           | 主控官 |
| 1999年         | 洗冤錄             | 村民（第1－4、13、20、22集）、苦力（第10集） |
| 1999年         | 人龍傳說           | 葉處徒弟 |
| 1999年         | 狀王宋世傑（貳）   | 大漢 |
| 1999年         | 吾係差人           | |
| 1999年         | 創世紀             | 大毛手下 |
| 2000年         | 陀槍師姐II         | Leon |
| 2000年         | 妙手仁心II         | Martin |
| 2000年         | 金装四大才子       | 蟊贼 |
| 2000年         | 十月初五的月光     | 澳門賭王手下 |
| 2000年         | 男亲女爱           | 阿华（第11、13集）、记者（第17集）、大只佬（第26集）、醫生（第95集） |
| 2001年         | FM701              | 大隻佬（第68集） |
| 2001年         | 美味情緣           | 李 生（第22集） |
| 2001年         | 七姊妹             | 流氓 |
| 2001年         | 酒是故鄉醇         | 阿 榮 |
| 2001年至2002年 | 皆大歡喜 (古裝)    | 壯男（第3集）、流氓（第35集）、阿福（第93集）、山賊（第99集）、商人（第112集）、陳豪（第165集）、老闆（第201集）、羅馬國王（第204集）、御廚（第246集）、小販（第297集） |
| 2002年         | 再生緣             | 賣藝者 |
| 2002年         | 騎呢大狀           | 車伕 |
| 2002年         | 烈火雄心II         | May男友 |
| 2002年         | 流金歲月           | 夏子浩 |
| 2002年         | 我要Fit一Fit       | 梁添基朋友 |
| 2002年         | 戇夫成龍           | 保安隊長 |
| 2003年         | 洗冤錄II           | 丁管家（第2－5集）、溫管家（第22集） |
| 2003年         | 衛斯理             | 周仲 |
| 2003年         | 金牌冰人           | 秦太蔚手下 |
| 2003年         | 當四葉草碰上劍尖時 | 侍應生 |
| 2003年         | 衝上雲霄           | 導遊 |
| 2003年         | 西關大少           | 伍晚成之助手 出任廣運行營業部職員 (第25集) |
| 2003年         | 智勇新警界         | |
| 2003-2005年    | 皆大歡喜 (時裝)    | 手下（第56集）、東（第70集）、攝影師（第85集）、武師（第97集）、攝影師（第105集）、護衛員（第146集）、毛氏總裁（第155集）、金毛飛（第176集）、攝影師（第195、299集）、路人（第243集）、部長（第283-284集）、茶客（第305、377集）、大漢（第324集）、綜藝導演（第336集）、小巴客（第374集）、葉有喜（第390集）、情侶（第400集）、武助手（第410集）、藝員（第414集）、餐廳經理（第420集）、導演（第432集）、醫生（第441集） |
| 2004年         | 隔世追兇           | 賊仔（第1集）、丁國燊手下（第16集） |
| 2004年         | 棟篤神探           | 記者 （第2、4集）、人妖 （第22集） |
| 2004年         | 血薦軒轅           | 裘傑 |
| 2004年         | 水滸無間道         | 易軍手下 |
| 2004年         | 足秤老婆八両夫     | 流氓 |
| 2004年         | 楚漢驕雄           | |
| 2004年         | 翡翠戀曲           | 車行經紀 |
| 2005年         | 秀才遇著兵         | 捕快 |
| 2005年         | 我師傅係黃飛鴻     | 管工 |
| 2005年         | 學警雄心           | 金毛 |
| 2005年         | 妙手仁心III        | 羅四海（岑雅晴助手） |
| 2005年         | 酒店風雲           | 警員 |
| 2005年         | 佛山贊師父         | |
| 2005年         | 奇幻潮             | 「重生學園」單元：教師 |
| 2005年         | 翻新大少           | 蔣世剛助手 |
| 2005年         | 阿旺新傳           | 鍾氏集團銷售部職員 |
| 2005年         | 窈窕熟女           | 女客男友 |
| 2005年         | 開心賓館           | 寫意旅遊職員 |
| 2006年         | 女人唔易做         | Ken |
| 2006年         | 鳳凰四重奏         | 郭公子、Sam |
| 2006年         | 高朋滿座           | 廚師 |
| 2006年         | 轉世驚情           | 盲炳 |
| 2006年         | 滙通天下           | 厲志 |
| 2006年         | 法證先鋒           | 搭讪梁小柔路人 |
| 2006年         | 愛情全保           | 股東 |
| 2006年         | 火舞黃沙           | 閻國基 |
| 2006年         | 爸爸閉翳           | 警員 |
| 2006年         | 刑事情報科         | 歐Sir（Joe） |
| 2006年         | 肥田囍事           | 新郎 |
| 2007-2008年    | 同事三分親         | 裘俊 |
| 2007年         | 鄭板橋             | 麻手下 |
| 2007年         | 蕭十一郎           | |
| 2007年         | 十兄弟             | |
| 2007年         | 天機算             | 宋太宗 |
| 2007年         | 師奶兵團           | 心理治療師 |
| 2007年         | 溏心風暴           | 唐至歡的主診醫生 |
| 2007年         | 學警出更           | 劉家棟 |
| 2007年         | 歲月風雲           | 鋼鐵廠員工 |
| 2007年         | 爸爸閉翳           | 警員 |
| 2007年         | 舞動全城           | 裁判員 |
| 2007年         | 通天幹探           | Q 仔 （洪坤手下） |
| 2007年         | 奸人堅             | 堅手下 |
| 2008-2010年    | 畢打自己人         | 包國仁 |
| 2008年         | 古靈精探           | |
| 2008年         | 珠光寶氣           | 日本公司員工 |
| 2010年         | 天天天晴           | 郭靜、郭偉龍 |
| 2010年         | 公主嫁到           | 寶叔 |
| 2010年         | 讀心神探           | 程守業 |
| 2011年         | 隔離七日情         | 易早安之父 |
| 2011年         | 駁命老公追老婆     | 霍先生 |
| 2011年         | 七號差館           | 司機、醫生 |
| 2011年         | 紫禁驚雷           | 愛新覺羅·常寧（恭親王、五王爺） |
| 2011年         | 九江十二坊         | 張宗良 |
| 2011年         | 荃加福祿壽探案     | 李打豺 |
| 2011年         | 誰家灶頭無煙火     | 裘俊 |
| 2011年         | 天與地             | Arthur |
| 2012年         | 4 In Love          | 霍奕廷 |
| 2012年         | 拳王               | 徐廣志（大舊） |
| 2012年         | 心戰               | 岑志聰 |
| 2012年         | 造王者             | 元顏銀龍 |
| 2012年         | 天梯               | 關廣達（黑仔達） |
| 2012年         | 肥婆奶奶扭計媳     | 重案組探員 |
| 2012年         | 大太監             | 勝保 |
| 2012年         | 我外母唔係人       | 四大天王 |
| 2012年         | 幸福摩天輪         | 曾先生 |
| 2012年至2015年 | 愛·回家 (第一輯)   | 馬強、馬健 |
| 2015年至2016年 | 愛·回家 (第二輯)   | 馬強、馬健 |
| 2013年         | 凶城計中計         | 阿龍 |
| 2016年         | 一屋老友記         | 梅昭 |
| 2016年         | 巨輪II             | 馬文泰 (Terri) |
| 2016年         | 愛·回家之八時入席  | 丁子峰 |
| 2017年         | 乘勝狙擊           | 李亨（開眼亨，Open Eyes） |
| 2017年         | 超時空男臣         | 卓華（Samuel） |
| 2017年         | 誇世代             | 彪偉庭（Bill） |
| 2018年         | 溏心風暴3          | 朱老闆 |
| 2018年         | 平安谷之詭谷傳說   | 龐大虎（龐大帥） |
| 2018年         | BB來了             | 葉致遠 |
| 2018年         | 大帥哥             | 羅義 |
| 2019年         | 福爾摩師奶         | 狄德英（滴滴仔） |
| 2019年         | 廉政行動2019       | 馮一鳴 |
| 2020年         | 大醬園             | 萬啟江 |
| 2020年         | 降魔的2.0          | 楊東然（Tony） |
| 2020年         | 反黑路人甲         | 鍾志琛（喪鍾） |
| 2020年         | 木棘証人           | 葉明鈞（Gordon） |
| 2020年         | 使徒行者3          | 徐榮（客串演出） |
| 2020年         | 踩過界II           | 許日東 |
| 2021年         | 七公主             | 王男／崔銘軒 |
| 2021年         | 我家無難事         | 何正峰（Ben） |
| 2022年         | 雙生陌生人         | 古烈治 |
| 2022年         | 回歸               | 馬志圖 |
| 2022年         | 有種好男人         | 夏中秋 |
| 2023年         | 黃金萬両           | 張志明 |
| 2023年         | 隱門               | 莊振南 |
| 2023年         | 寵愛Pet Pet        | 杜志德（C.T.） |
| 2023年         | 羅密歐與祝英台     | 馬文才 |
| 2024年         | 飛常日誌           | 李勝祥 |
| 2024年         | 再見·枕邊人        | 魯正輝 (老鬼） |
| 2024年         | 廉政行動2024       | 潘德成 |
| 2025年         | 愛·回家之開心速遞  | 高一彤之父 |
| 未播映         | 非常檢控觀         | |

### 電視劇（邵氏兄弟）
| 首播   | 劇名           | 角色             |
| 2022年 | 飛虎之壯志英雄 | 程頌昕（程醫生） |
| 2025年 | 執法者們       | 董贵成           |

### 其他演出
- 爆笑急轉彎 (1999)
- 中華賭俠 (2000)
- 黃貫中 - 無得比MV (2000)
- 玉女添丁 (2001)
- 2006世界盃 - 頂CUP好波 (2006)
- 頂CUP世界盃晚晚有德FUN (2006)
- 職安健知多D (2007)
- 電影使徒行者2：谍影行动（2019）

### 音樂錄像
- 鄭伊健 - Together (1999)

### 節目嘉賓（TVB）
- 2011年：福祿壽大假光臨
- 2014年：《姊妹淘》
- 2016年：《新春開運王》
- 2016年：《男人食堂》
- 2017年：《新春開運王》（第二輯）
- 2017年：《馬家開飯》
- 2017年：《馬家過聖誕》
- 2018年：《爸爸的告白》
- 2018年：《TVB 50+1再出發節目巡禮2019》
- 2023年：《不可能任務》
- 2023年：《獎門人開心Party感謝祭》
- 2024年：《拍檔廚房》

## 外部連結
- 徐榮的新浪微博
- 徐榮的Facebook專頁
- 徐榮的Instagram帳戶
- 徐榮的小紅書帳戶 （页面存档备份，存于）
- 徐榮TVB blog （页面存档备份，存于）
- 徐榮Blog （页面存档备份，存于）
- ★欣欣向榮★ Princess & BB Bear's Wonderland ♬畢打自己人